# Sully (Iowa)
Sully es una ciudad ubicada en el condado de Jasper en el estado estadounidense de Iowa. En el Censo de 2010 tenía una población de 821 habitantes y una densidad poblacional de 543,72 personas por km².

## Geografía
Sully se encuentra ubicada en las coordenadas 41°34′41″N 92°50′49″O / 41.57806, -92.84694. Según la Oficina del Censo de los Estados Unidos, Sully tiene una superficie total de 1.51 km², de la cual 1.51 km² corresponden a tierra firme y (0%) 0 km² es agua.

## Demografía
Según el censo de 2010, había 821 personas residiendo en Sully. La densidad de población era de 543,72 hab./km². De los 821 habitantes, Sully estaba compuesto por el 99.63% blancos, el 0.24% eran afroamericanos, el 0% eran amerindios, el 0.12% eran asiáticos, el 0% eran isleños del Pacífico, el 0% eran de otras razas y el 0% pertenecían a dos o más razas. Del total de la población el 0.24% eran hispanos o latinos de cualquier raza.